# اصل باز–بسته
اصل باز-بسته (انگلیسی: Open–closed principle) یا اصل باز-بسته‌بودن، از اصول برنامه‌نویسی و فلسفه‌های توسعه نرم‌افزار در برنامه‌نویسی شیءگرا است و بیان می‌کند که؛ موجودیت‌های یک نرم‌افزار (کلاس‌ها، ماژول‌ها و عملکردها) باید در زمان انجام توسعه، باز بوده و در برابر اعمال اصلاحات بسته باشند. این موجودیت‌ها باید به گونه‌ای طراحی شوند، که قابلیت گسترش در آنها، بدون ایجاد تغییرات در کد منبع، وجود داشته باشد. اصل باز-بسته‌بودن، یکی از ۵ اصل سالید در طراحی شیءگرا است، که نخستین بار در سال ۱۹۸۸ توسط برترند میر مطرح شد. استفاده از اصل باز-بسته‌بودن، ساختار برنامه را با کیفیت‌تر می‌کند و به برنامه‌نویسان اجازه می‌دهد که بدون توجه به پیامدهای مختلف اعمال تغییرات، کدنویسی نمایند.